# Карл Єккель
Карл Єккель (нім. Karl Jäckel; 20 грудня 1912, Гладбек — 7 грудня 1984, Нойбранденбург) — німецький підводник, обер-штурман крігсмаріне (1944). Кавалер Лицарського хреста Залізного хреста.

## Біографія
1 квітня 1937 року вступив на службу в ВМФ. У квітні 1940 року призначений штурманом на підводний човен U-29 (командир — Отто Шухарт), на якому взяв участь у чотирьох 4 походах, провівши в морі разом 129 днів. З 16 жовтня 1941 по 7 вересня 1943 року — штурман на U-160 (командир — Георг Лассен, 4 походи, 321 день в море), з 18 травня 1944 року — U-907 (2 походу, 86 днів в море). У червні 1945 року човен здався союзникам. 10 грудня 1946 року звільнений з британського полону.

## Нагороди
- Рятувальна медаль (1933) (5 червня 1935)
- Залізний хрест 2-го класу (17 вересня 1939)
- Медаль «У пам'ять 1 жовтня 1938» (9 жовтня 1939)
- Нагрудний знак підводника (16 грудня 1939)
- Залізний хрест 1-го класу (18 грудня 1940)
- Німецький хрест в золоті (28 жовтня 1944)
- Фронтова планка підводника в бронзі (1944)
- Лицарський хрест Залізного хреста (8 травня 1945)